# 달톤쥐
달톤쥐(Praomys daltoni)는 쥐과에 속하는 설치류의 일종이다. 베넹과 부르키나 파소, 카메룬, 중앙아프리카공화국, 차드, 코트디부아르, 감비아, 가나, 기니, 기니비사우, 라이베리아, 말리, 니제르, 세네갈, 시에라리온, 수단, 토고에서 발견된다. 자연 서식지는 건조 사바나 지역과 암반 지대, 도시 지역이다.